# Jean Filhos
Né au Mas d'Agenais (Lot-et-Garonne) le 10 mars 1921, Jean Filhos entreprend des études d’architecture interrompues par son arrestation en juin 1941. Prison, camp d’internement, puis Résistance et clandestinité jusqu’à la Libération.
Après la guerre, il reprend ses études d’architecture, fréquente l’atelier du peintre André Lhote, rencontre le sculpteur Henri Laurens – deux personnalités qui l’ont marqué.

## De l’architecture à la sculpture, Le bronze, les «métamorphoses»
À partir de 1947 et 1948, Jean Filhos fait de l’architecture, notamment avec son ami Fernand Pouillon, il voyage en Espagne et en Afrique du Nord, étudiant successivement l’œuvre de Gaudi et l’art musulman.
Au cours des années suivantes, il mène de front architecture et sculpture.
À partir de 1958, il se consacre principalement à la sculpture, expose à la galerie Craven, rue des Beaux-Arts à Paris, et commence à aborder l’orfèvrerie.
Il réalise une série de bronzes abstraits et tourmentés sur le thème de la vie et de la mort, du perpétuel recommencement, des « métamorphoses ».
Il fait en 1959 une exposition personnelle à la galerie Bridel à Lausanne, où se trouve alors son atelier.
Il souffre vite des limites imposées par ce matériau. Il rêve d’espaces colorés, d’autonomie de réalisation et de techniques personnelles.
En 1960 Jean Filhos se fixe à Paris et effectue des recherches sur l’utilisation dans la sculpture des matériaux synthétiques au profit desquels il abandonnera bientôt le bronze.
Il fait la rencontre déterminante de Michel Tapié, très ouvert à ses recherches.

## Résines de synthèse et polychromie
À partir de 1962, les résines de synthèse revêtues de laques de couleur transparentes deviennent son matériau de prédilection pour la sculpture – matériau qui lui permet de se constituer peu à peu un répertoire tout à fait personnel de formes baroques issues de fonctions mathématiques : les éléments qu’il « ensemble » pour constituer une superstructure totalement abstraite intervenant sur un « champ matriciel » de base, plus libre et volontiers sexualisé.
Son travail sur les structures paramétriques intéresse l'International Center of Aesthetic Research de Turin, où Michel Tapié l'intègre au groupe du "Baroque ensembliste".
Outre ses participations à de nombreuses expositions de groupe et à divers salons (Comparaisons, Réalités nouvelles, Jeune sculpture…) il présente des ensembles de ses œuvres :
en 1963 à la galerie Raymonde Cazenave à Paris, où il montre sur le thème 
« hommage à Héraclite » une première série de sculptures polychromes, accompagnées de quelques bijoux alliant l’or aux pierres de couleur sculptées. 
en 1969 à la galerie Stadler à Paris, qui propose une exposition Onishi, Serpan, Filhos et à la galerie Maya à Bruxelles qui réunit ses sculptures et bijoux. 
en 1971,à la galerie Villand & Galanis à Paris, sculptures et bijoux, avec la collaboration de François Gennari pour la réalisation des bijoux. 
À ce moment, Jean Filhos a déjà à l’esprit une série de reliefs polychromes, qui vont constituer un tournant très important dans son attitude créatrice des vingt années suivantes.

## La création de bijoux et d’objets
L’architecte-sculpteur s’est très vite intéressé aux objets de petites dimensions, pour lesquels il conserve les techniques du métal, désormais or ou argent, et de la cire perdue, il sculpte les pierres de couleur ou « prolonge » les minéraux.
Dans ces œuvres, les éléments abstraits seront peu à peu remplacés par des éléments figuratifs au moyen desquels il réalisera avec succès un précieux florilège érotique, grâce à l’aide et à la complicité de François Gennari qui lui ouvre sa galerie de la rue Bonaparte à Paris, consacrée aux bijoux de sculpteurs.
Dès 1962, il a diverses occasions de montrer cette part importante et minutieuse de son activité, principalement dans les expositions
- 10 siècles de joaillerie française, au musée du Louvre (galerie d’Apollon)

- Antagonisme II : l’objet, au musée des arts décoratifs de Paris

- Bijoux d’art contemporain, à la galerie Anderson-Mayer.

À partir de 1966, il crée pour Michel Cachoux plusieurs œuvres d’orfèvrerie en pièces uniques (les « pierres prolongées ») 
En 1969 a lieu une importante exposition de ses bijoux à la galerie Gennari, rue Bonaparte à Paris.
C’est le début d’une série de pièces spectaculaires et très précieuses.
Les années 1974-1981 voient se développer ses interventions dans le domaine de la création d’objets, notamment :
- un service à café pour la Manufacture nationale de Sèvres, 
- divers objets pour la maison Christofle, 
- un ensemble de bureau, puis des couverts en métal argenté pour Artcurial. 
Il réalise aussi quelques bijoux pour la galerie Sven, Paris, et pour la Maison Arthus-Bertrand, Paris.
Il participe aux expositions « De main de maître », au Grand Palais, Paris (1988) et « 1789-1989, l’art de vivre, decorative art and design in France » organisée par le Cooper Hewitt museum de New York pour célébrer le bicentenaire de la Révolution française.
Dans le village du Cher où il a établi son atelier en 1987, il travaille en solitaire à une série de reliefs situés aux confins de la sculpture et de la peinture.
Jean Filhos est mort à Bourges le 25 août 2002.